# Micheline Presle

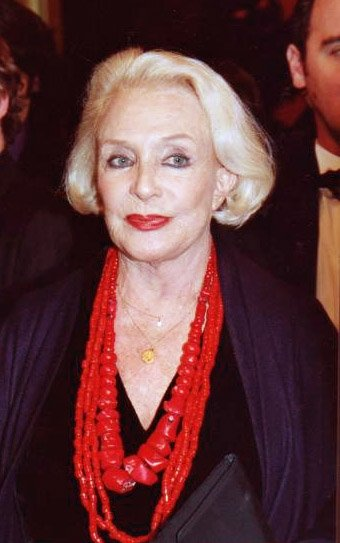
Micheline Presle bei der César-Verleihung 2004

Micheline Presle [miʃˈlin pʁɛl] (* 22. August 1922 in Paris als Micheline Chassagne; † 21. Februar 2024 in Nogent-sur-Marne) war eine französische Schauspielerin, die in den USA auch als Micheline Prelle bekannt war.

## Leben
Presle wurde 1922 unter dem bürgerlichen Namen Micheline Chassagne als Tochter eines Industriellen in Paris geboren und belegte bereits mit 15 Jahren Schauspielkurse bei René Simon und Raymond Rouleau. 1938 begann sie als Statistin an der Bühne und Nebendarstellerin beim Film. 1939 erhielt sie als beste Nachwuchsdarstellerin den Prix Suzanne Bianchetti, nachdem sie in dem Film Jeunes filles en détresse des deutschen Emigranten Georg Wilhelm Pabst mitgewirkt hatte. In diesem Film spielte sie die Rolle der Jacqueline Presle, deren Nachnamen sie daraufhin als Pseudonym verwendete.
In der Folgezeit gaben ihr bekannte Regisseure Hauptrollen in ihren Filmen – so etwa Abel Gance in Das verlorene Paradies (1939), Marcel L’Herbier in Histoire de rire (1941), Jacques Becker in Falbalas – Sein letztes Modell (1945) und Claude Autant-Lara in Stürmische Jugend (1947). In letzterem Film, der seinerzeit für Kontroversen sorgte, spielte sie an der Seite von Gérard Philipe eine unverheiratete junge Frau, die schwanger wird und tragisch endet.
1949 holte sie der Produzent Darryl F. Zanuck nach Hollywood und ließ sie unter dem Namen Micheline Prelle bewerben. Hier spielte sie die weibliche Hauptrolle in Fritz Langs Kriegsfilm Der Held von Mindanao. Doch ihr Filmwirken in Amerika blieb künstlerisch wie kommerziell enttäuschend, sodass sie bald nach Frankreich zurückkehrte. Später nahm sie noch vereinzelt Rollen im Ausland an, etwa unter der Regie von William Dieterle in der deutschen Produktion Herrin der Welt (1960) und an der Seite von Paul Newman und Elke Sommer in Der Preis (1963).
In den 1950er Jahren galt Presle als Star des französischen Kinos, ehe sie sich ab den 1960er Jahren verstärkt Fernsehauftritten widmete. Sehr populär war sie zwischen 1965 und 1971 mit der Rolle einer Familienmutter in der Serie Eine französische Ehe. Im Kino blieb sie in späteren Jahren mit Nebenrollen vielbeschäftigt und wurde auch von Autorenfilmern der Nouvelle Vague verpflichtet. So spielte sie neben Catherine Deneuve in Eselshaut (1970) und Die Umstandshose (1973) von Jacques Demy, in Das Blut der Anderen (1984) von Claude Chabrol und in I Want to Go Home (1989) von Alain Resnais. Sie wirkte bis in die 2010er Jahre in vielen Produktionen mit und nahm noch mit über 90 Jahren Filmangebote an. 2004 erhielt sie den César für ihr Lebenswerk.
Presle war von 1950 bis 1954 mit dem Regisseur William Marshall verheiratet. Ihre gemeinsame Tochter war die Schauspielerin und Regisseurin Tonie Marshall (1951–2020). Micheline Presle starb im Februar 2024 im Alter von 101 Jahren in Nogent-sur-Marne.

## Filmografie (Auswahl)
- 1938: Je chante
- 1939: Jeunes filles en détresse
- 1940: Das verlorene Paradies (Paradis perdu)
- 1941: Histoire de rire
- 1943: Ihre einzige Liebe (Un seul amour)
- 1944: Félicie Nanteuil
- 1945: Falbalas – Sein letztes Modell (Falbalas)
- 1947: Stürmische Jugend (Le diable au corps)
- 1947: Das Spiel ist aus (Les jeux sont faits)
- 1950: Der Held von Mindanao (An American guerrilla in the Philippines)
- 1950: Die letzten Tage von Pompeji (Gli ultimi giorni di Pompei)
- 1951: Die Taverne von New Orleans (Adventures of Captain Fabian)
- 1953: Römischer Reigen (Villa Borghese)
- 1954: Versailles – Könige und Frauen (Si Versailles m’était conté)
- 1954: Weiße Sklavinnen für Tanger (Les impures)
- 1955: Napoleon (Napoléon)
- 1956: Die Braut war viel zu schön (La mariée est trop belle)
- 1958: Christine
- 1959: Die tödliche Falle (Blind Date)
- 1960: Herrin der Welt
- 1960: Ein Herr ohne Kleingeld (Le baron de l’écluse)
- 1961: Liebhaber für fünf Tage (L’Amant de cinq jours)
- 1961: Trauen Sie Alfredo einen Mord zu? (L’assassino)
- 1962: … gefrühstückt wird zu Hause (If a Man Answers)
- 1962: Der Teufel und die Zehn Gebote (Le diable et les dix commandements)
- 1963: Der Preis (The Prize)
- 1964: Jagd auf Männer (La chasse à l’homme)
- 1965–1971: Eine französische Ehe (Les saintes chéries; Fernsehserie, 39 Folgen)
- 1966: Die Nonne (Suzanne Simonin, la religieuse de Diderot)
- 1966: Herzkönig (Le Roi de cœur)
- 1970: Eselshaut (Peau d’âne)
- 1971: Petroleum-Miezen (Les pétroleuses)
- 1973: Die Umstandshose (L’événement le plus important depuis que l’homme a marché sur la lune)
- 1976: Nea – Ein Mädchen entdeckt die Liebe (Néa)
- 1976: Beiß nicht, man liebt dich (Mords pas, on t’aime )
- 1984: Das Blut der Anderen (Le sang des autres)
- 1987: Der Sommer des Pianisten (Point d’orgue)
- 1987: Alle Vöglein sind schon da (Alouette, je te plumerai)
- 1988: I Want to Go Home
- 1989: In inniger Feindschaft (Champ clos)
- 1989: Die Möchte-Gern-Väter (La fête des pères)
- 1992: Mein Name ist Victor (Je m’appelle Victor)
- 1993: Fanfan & Alexandre (Fanfan)
- 1993: Der Bastard (Rapt à crédit)
- 1993: Die Detektivin (Pas très catholique)
- 1994: Das perfekte Alibi (Alibi en or)
- 1995: Les Misérables (Les misérables)
- 1995: Das Tagebuch des Verführers (Le journal du séducteur)
- 1996: 1001 Rezepte eines verliebten Kochs (Les mille et une recettes du cuisinier amoureux)
- 1998: Der Graf von Monte Christo (Le comte de Monte Christo; Miniserie, vier Folgen)
- 1999: Schöne Venus (Vénus Beauté (Institut))
- 2001: Zärtliche Seelen (Les âmes câlines)
- 2001: Liebe macht schwindlig (Vertiges de l’amour)
- 2003: Saltimbank
- 2006: Einmal Polizist, immer Polizist (Vous êtes de la police?)
- 2006: Ein freier Mann (Candidat libre)
- 2008: Ein Mann und sein Hund (Un homme et son chien)
- 2009: Plein Sud – Auf dem Weg nach Süden (Plein sud)
- 2011: Um Bank und Kragen (Bankable, Fernsehfilm)
- 2012: Comme des frères
- 2014: Er liebt mich, er liebt mich nicht – Toujours l’amour (Tu veux ou tu veux pas)